# Jack Lawrence (cantautore)
Jack Lawrence, nato Jacob Louis Schwartz (Brooklyn, 7 aprile 1912 – Danbury, 15 marzo 2009), è stato un cantautore statunitense.
Ha scritto successi come Sunrise Serenade, Yes, My Darling Daughter e All or nothing at all (cantata da Frank Sinatra). Fra il 1931 e il 1940 ha preso parte al Songwriters on Parade, uno spettacolo teatrale di rivista che ha visto la partecipazione di numerosi musicisti e autori dell'epoca, e che è considerato uno degli ultimi bagliori del genere Vaudeville: si è svolto lungo la costa est degli Stati Uniti all'interno dei circuiti teatrali degli imprenditori e manager Marcus Loew e Benjamin Franklin Keith.
Nel 1975 è entrato nella Songwriters Hall of Fame.